# 呉用威
呉 用威（ご ようい、1873年〈同治12年〉3月11日 – 1941年〈民国30年〉2月18日）は、清末・中華民国の官僚。字は董卿。梁鴻志側近の部下であり、中華民国維新政府や南京国民政府（汪兆銘政権）で要職に就いた。

## 事績
清朝の挙人。南京発審局員、安徽蕪湖屯墾局文案、善後財政局文案を歴任。1909年（宣統元年）、江蘇省興化県知事代理となる。母の喪のためいったん辞職・帰郷するが、まもなく復帰して財政局文案、津浦鉄道局総文案を歴任した。
中華民国成立後の1912年（民国元年）9月1日、北京政府財政部秘書となる。翌年の中国銀行董事、西岸榷運局局長を経て、1916年（民国5年）2月11日に財政部中大夫の位を授与された。同年中に鄂岸榷運局局長署理、財政部河東塩運使に就任している。1919年（民国8年）2月、福建塩運使となり、その後も塩務署運銷庁庁長、財政部参事、塩務署参事、塩務署庁長を歴任している。蔣介石国民政府でも、1936年（民国25年）3月21日に鉄道部秘書として任命された。
梁鴻志が華中での親日政権樹立工作に取り組み始めると、呉用威もこれに参与した。中華民国維新政府創設後の1938年（民国27年）4月3日、呉は行政院（院長署理：梁鴻志）秘書長署理に任命された。1940年（民国29年）3月30日、維新政府が南京国民政府（汪兆銘政権）に合流した後の4月5日、呉は監察院（院長：梁鴻志）秘書長に任命された。7月11日には監察院監察使も兼任している。
1941年（民国30年）2月18日、呉用威は在職のまま死去した。享年69（満67歳）。